# Jim Stärk
Jim Stärk é uma banda pop norueguesa formada em 2000. A banda é conhecida pelas suas músicas melódicas e melancólicas, que vão buscar inspiração a músicos como Townes Van Zandt e Bob Dylan.